# Kajetany
Kajetany (prononciation : [kajɛˈtanɨ]) est un village polonais de la gmina de Nadarzyn dans le powiat de Pruszków de la voïvodie de Mazovie dans le centre-est de la Pologne.

## Histoire
De 1975 à 1998, le village appartenait administrativement à la voïvodie de Varsovie.

## Institutions académiques
Kajetany est le foyer de l'Institut des organes sensoriels, qui conçoit, met en œuvre et conduit la recherche et des travaux scientifiques dans le cadre de la prophylaxie, le diagnostic, le traitement et la réadaptation liés aux maladies des organes sensoriels.